# تايلر ريد (لاعب كرة قدم أمريكية)
تايلر ريد (بالإنجليزية: Tyler Reed)‏ هو لاعب كرة قدم أمريكية أمريكي، ولد في 6 أكتوبر 1982 في بيتسبرغ في الولايات المتحدة.